# McLeansboro
McLeansboro es una ciudad ubicada en el condado de Hamilton en el estado estadounidense de Illinois. En el Censo de 2010 tenía una población de 2883 habitantes y una densidad poblacional de 405,66 personas por km².

## Geografía
McLeansboro se encuentra ubicada en las coordenadas 38°5′21″N 88°32′7″O / 38.08917, -88.53528. Según la Oficina del Censo de los Estados Unidos, McLeansboro tiene una superficie total de 7.11 km², de la cual 6.77 km² corresponden a tierra firme y (4.77%) 0.34 km² es agua.

## Demografía
Según el censo de 2010, había 2883 personas residiendo en McLeansboro. La densidad de población era de 405,66 hab./km². De los 2883 habitantes, McLeansboro estaba compuesto por el 97.68% blancos, el 0.42% eran afroamericanos, el 0.42% eran amerindios, el 0.42% eran asiáticos, el 0% eran isleños del Pacífico, el 0.38% eran de otras razas y el 0.69% pertenecían a dos o más razas. Del total de la población el 2.08% eran hispanos o latinos de cualquier raza.